# Naré Diawara
Naré Diawara (Bamako, 22 gennaio 1983) è un'ex cestista maliana.
È la sorella di Lamine e Djéné Diawara.

## Carriera
È stata selezionata dalle San Antonio Silver Stars al terzo giro del Draft WNBA 2007 (30ª scelta assoluta).
Con il Mali ha disputato i Campionati africani del 2007.